# Iide (Yamagata)
Iide (飯豊町 Iide-machi?) es un pueblo localizado en la prefectura de Yamagata, Japón. En junio de 2019 tenía una población de 6.774 habitantes y una densidad de población de 20,6 personas por km². Su área total es de 329,41 km².

## Geografía

### Municipios circundantes
- Prefectura de Yamagata
  - Yonezawa
  - Nagai
  - Oguni
  - Kawanishi
- Prefectura de Fukushima
  - Kitakata

## Demografía
Según datos del censo japonés, la población de Iide ha disminuido en los últimos años.
| Año del censo | Población |
| ------------- | --------- |
| 1995          | 9.538     |
| 2000          | 9.204     |
| 2005          | 8.623     |
| 2010          | 7.943     |
| 2015          | 7.304     |